# Rasa de Cal Ventura
La rasa de Cal Ventura és un torrent de la comarca de l'Anoia, prop del poble de Boixadors, dins del municipi de Sant Pere Sallavinera; rep aigua de la serra de Montaner, que forma part del Solsonès. Va a parar al torrent de Boixadors que poc després desemboca en la riera de Rajadell.